# Antonia Aránega Jiménez
Antonia Aránega Jiménez (Almería, 10 de marzo de 1943) es una científica e investigadora española, catedrática de Anatomía y Embriología Humana.

## Biografía y formación
Antonia Aránega se crio y creció en Baza y decidió estudiar medicina en una época en la que no había muchas mujeres en esta carrera. Realizó sus estudios en la Universidad de Granada y completó el último año de carrera en Chicago, donde comenzó a ejercer como médica. Posteriormente volvió a Granada y continuó con su especialización en pediatría. Desarrolló su tesis doctoral sobre malformaciones congénitas de corazón y en el año 1973, se doctoró en Medicina y Cirugía. Tomó contacto con el ámbito de la investigación, recibió una beca del Consejo de Investigaciones Científicas (CSIC) y desde entonces se dedicó a la investigación.
Desde 1992 es Catedrática del Departamento de Anatomía y Embriología Humana de la Facultad de Medicina de la Universidad de Granada, donde también es profesora emérita de ese mismo departamento.
A lo largo de su carrera fue directora de una treintena de tesis doctorales y coordinó el Máster de Biomedicina Regenerativa de la Universidad de Granada.
Forma parte la Fundación para el Fomento de Investigación Biomédica de Andalucía Oriental (FIABO), entidad destinada a integrar la investigación clínica con la práctica cotidiana de hospitales y centros de salud, donde fue su directora durante varios años.
Es Académica Correspondiente de la Real Academia de Medicina y Cirugía de Granada desde 1984.

## Trayectoria
Antonia Aránega diseñó diversas actividades de transferencia de conocimiento sobre lo que es una célula madre y su capacidad potencial terapéutica, en el Parque de las Ciencias de Granada. Suele colaborar en el diseño de estrategias de transferencia a nivel nacional.

### Investigación y publicaciones
Sus líneas de investigación se centran en el campo de la embriología, tratando de analizar el proceso de diferenciación: saber qué ocurre en una célula para que se de la diferenciación específica en un tejido, un órgano y un ser humano. Al mismo tiempo y desde que inició su tesis, se dedica a otro campo que está estrechamente relacionado: el estudio de las células madre.
Su participación en investigaciones, tanto a nivel nacional como internacional es cercana a los 40 proyectos, entre los que destacan:
- Modelo de regeneración cardiaca mediante células madre mesenquimales transdiferenciadas y vehiculadas por nanoesferas (2008-2011).
- Determinación de biomarcadores en pacientes con adenocarcinoma de páncreas y expresión génica por microrrayos. Estudio de correlación de la respuesta clínica a gemcitabina y Erlotinib (2009-2012).
- Vehiculización mediante nanopartículas del gen E y derivados de 5 fluorouracilo como nueva estrategia terapéutica en cáncer de colon avanzado (2009-2012).

Aránega tiene más de un centenar de publicaciones en revistas de prestigio y colaboraciones en diversos libros. También formó parte del comité científico de varias revistas. Suele intervenir en ponencias y congresos con frecuencia.
Es coautora de nueve patentes y autora de cuatro patentes y modelos de utilidad como el establecimiento de un modelo de diferenciación celular basado en una fórmula específica de nucleósidos con aplicación en células madre.
En relación con la situación de las mujeres en la ciencia y por su propia experiencia manifestó sentir que las cosas van cambiando pero que «todavía queda por mejorar y hay que seguir demandando que se apueste por la persona en función de su preparación y cualificación, que es lo importante, nunca en función del género».

## Premios y reconocimientos
En el año 2014 recibió la Bandera de Andalucía por su trayectoria investigadora y su «firme apuesta» por la investigación de células madres y la aplicación de nuevas tecnologías en el campo de la biomedicina.
- Premio de la Real Academia de Medicina y Cirugía de Granada sobre Investigación Libre en Ciencias Médicas.[5]
- Premio de Investigación en Salud de la Comunidad Autónoma Andaluza. Consejería de Salud de la Junta de Andalucía.
- Premio de Investigación “Juan Antonio García Torres” sobre Investigación Libre en Ciencias Médicas.
- Premio de Investigación “María Julia Castillo López” de la Fundación San Francisco Javier y Santa Cándida sobre Investigación Libre en Oncología.
- Accésit al Premio Juan Antonio Gracia Torres del Ilustre Colegio Oficial de Médicos de la Provincia de Granada.

## Otras actividades
Fue senadora electa por la circunscripción de Granada en el año 2000, dentro del Partido Socialista Andaluz y hasta el año 2004.